# Pandanus chevalieri
Pandanus chevalieri är en enhjärtbladig växtart som beskrevs av Harold St.John och Huynh. Pandanus chevalieri ingår i släktet Pandanus och familjen Pandanaceae.
Artens utbredningsområde är Guinea. Inga underarter finns listade.